# Anisodactylus poeciloides
Anisodactylus poeciloides es una especie de escarabajo de tierra del género Anisodactylus, categorizada en la tribu Harpalini, de la subfamilia Harpalinae.

## Distribución
Se distribuye por Gran Bretaña, Dinamarca, Suecia, Bélgica, Países Bajos, Alemania, Austria, Chequia, Eslovaquia, Hungría, Polonia, Ucrania, Croacia,  Grecia, Bulgaria, Rumania, Moldavia, Turquía, Chipre, Irak, Irán, Georgia, Armenia, Azerbaiyán, Kazajistán, Uzbekistán, Turkmenistán, Kirguistán, Afganistán, China, Rusia y Mongolia.

## Taxonomía
Fue descrita por Stephens en 1828.
Tratamiento taxonómico
La especie aparece registrada y publicada en Illustrations of British entomology; or, a synopsis of indigenous insects; containing their generic and specific distinctions; with an account of their metamorphoses, times of appearance, localities, food, and economy, as far as practicable. Mandibulata: Vol. 1 (2): 77-186, pls. 5-9. (London: BALDWIN & CRADOCK). (1828).